# Andor Szende
Andor Szende (14 avril 1886 - 22 mai 1972) est un patineur artistique hongrois qui a ensuite été entraîneur de patinage artistique et architecte.

## Biographie

### Carrière sportive
Il remporte la médaille de bronze en individuel masculin lors de trois championnats du monde de patinage artistique : en 1910, 1912 et 1913,,.
Il remporte les championnats nationaux juniors hongrois de 1908 et les simples seniors masculins à quatre reprises: 1911, 1912, 1914 et 1922. Il est entraîné par Seiberth, de Bosnie, qui travaille alors à Budapest.
Szende excelle dans de nombreux sports, dont l'athlétisme, le tennis, le patinage de vitesse et le tir sportif.

### Reconversion
Après sa carrière sportive, il travaille comme entraîneur et guide touristique.
Juif, son destin pendant la Shoah est inconnu, mais il survit jusqu'en 1972. Il est enterré au cimetière juif de la rue Kozma à Budapest.

## Palmarès
| Compétitions | 1910 | 1911 | 1912 | 1913 | 1914 | 1915 | 1916 | 1917 | 1918 | 1919 | 1920 | 1921 | 1922 |
| Jeux olympiques d'été |      |      | X    |      |      |      | JA   |      |      |      |      |      |      |
| Championnats du monde | 3e   | 4e   | 3e   | 3e   | 5e   | CA   | CA   | CA   | CA   | CA   | CA   | CA   |      |
| Championnats d'Europe |      | 5e   |      | 2e   |      | CA   | CA   | CA   | CA   | CA   | CA   | CA   |      |
| Championnats de Hongrie |      | 1er  | 1er  | CA   | 1er  | CA   | CA   | CA   | CA   | CA   | CA   | CA   | 1er  |
| Légende : X = Pas de patinage artistique aux Jeux olympiques d'été de 1912 ; JA = Jeux olympiques d'été annulés ; CA = Championnats annulés |      |      |      |      |      |      |      |      |      |      |      |      |      |